# Суспирија
Суспирија (итал. Suspiria) је италијански хорор филм из 1977. године, режисера Дарија Арђента, први у трилогији Три мајке са Џесиком Харпер, Стефанијом Казини и Џоун Бенет у главним улогама.
Филм је добио 2 наставка под називима Инферно и Мајка суза, који су употпунили хорор трилогију о три зле сестре вештице. Суспириорум (рођена као Хелена Маркос) позната и као Мајка патње била је најстарија и најмоћнија од 3 вештице и њој је посвећен овај филм, док су њеним сестрама, Тенебрарум и Лахримарум, посвећена наредна 2.
Суспирија је постала Арђентово најзначајније остварење и добила је прегршт позитивних критика због визуелних и стилских детаља. Постала је култни класик и веома је утицајна у хорор жанру. Номинована је за 3 Награде Сатурн, од којих је једна била за глумицу Џоун Бенет.
2018. године, снимљен је римејк под истим именом и Џесика Харпер ће се поново појавити, али ће имати споредну улогу.

## Радња
Сузи Банион долази из Њујорка на Танс Плесну Академију у Фрајбургу, Немачка. Напољу је страшна олуја и док Сузи покушава да дозове неког из школе да јој отвори врата угледа девојку како бежи и непрестано понавља речи тајна и три ириса. Из непознатог разлога, особа која јој се јавила не жели да јој отвори, те Сузи проводи ноћ у хотелу.
Наредног јутра она одлази у школу и сазнаје да је девојка коју је видела претходно вече монструозно убијена. Ствари се још више закомпликују када слепог пијанисту који свира у школи убије његов сопствени пас водич, а убрзо затим нестане и Сузина најбоља пријатељица, Сара. И док покушава да открије шта се то дешава око ње, Сузи ни не слути да се све више уваљује у велику невољу.

## Улоге
| Глумац            | Улога                             |
| ----------------- | --------------------------------- |
| Џесика Харпер     | Сузи Бенион                       |
| Стефанија Казини  | Сара                              |
| Флавио Бучи       | Данијел                           |
| Мигел Босе        | Марк                              |
| Алида Вали        | гђа Танер                         |
| Џоун Бенет        | Мадам Бланк                       |
| Удо Кир           | др Френк Мендел                   |
| Барбара Магнолфи  | Олга                              |
| Ева Аксен         | Пет Хингл                         |
| Рудолф Шундлер    | проф. Милијус                     |
| Сузана Јавиколи   | Соња                              |
| Франка Скагнети   | куварица                          |
| Ђузепе Трансочи   | Павло                             |
| Јакопо Маријани   | Алберт                            |
| Ренато Скарпа     | проф. Бердегаст                   |
| Маргарита Хорович | наставница                        |
| Тед Русоф         | полицијски инспектор              |
| Лела Сваста       | Мајка Суспириорум (Хелена Маркос) |
| Дарио Арђенто     | наратор                           |
| Дарија Николоди   | жена на аеродрому                 |

## Награде
| Година | Фестивал                                                | Категорија | Резултат   |
| ------ | ------------------------------------------------------- | --- | ---------- |
| 1978   | Академија научне фантастике, фантастике и хорор филмова | Награда Сатурн за најбољу споредну женску улогу - Џоан Бенет | Номинација |
| 2002   | Академија научне фантастике, фантастике и хорор филмова | Награда Сатурн за најбољи класик | Номинација |
| 2018   |                                                         | - Награда Рондо Хатон за класик хорор филм у неколико категорија: - Најбољи DVD/Blu-ray - Најбоља рестаурација - Најбољи DVD коментар – Давид Дел Вал и Дерек Ботељо - Најбољи DVD додатак – Уздах из дубина: 40 година Суспирије, у режији Данијела Грифита | Победа     |

## Римејк
У септембру 2015. Гвадањино је на 72. Венецијанском филмском фестивалу најавио да ће режирати нову верзију Суспирије, са намером да искористи глумачку екипу свог филма А Биггер Спласх (Тилда Свинтон, Матијас Шонертс, Рејф Фајнс и Дакота Џонсон). Уочи подношења захтева, Џонсонова је изјавила да је похађала балетску обуку да би се припремила. Дана 23. новембра 2015. Гвадањино је открио да ће снимање почети у августу 2016. године. У октобру 2016. објављено је да ће Клои Грејс Морец играти заједно са Џонсон и Свинтон. Снимање филма је завршено 10. марта 2017. у Берлину. Гвадањино је филм описао као „омаж“ филму из 1977, а не као директан римејк. Гвадањинова верзија смештена је у Берлин око 1977. (година у којој је Арђентов филм објављен), са тематским фокусом на „бескомпромисну снагу мајчинства.“